# 愛情像母狗
《爱是一條狗》（西班牙語：Amores perros），墨西哥導演阿利安卓·崗札雷·伊納利圖2000年執導的影片。他和墨西哥編劇吉勒莫·亞瑞格合作編寫劇本，據說花了兩年的時間寫出三十六個版本才為本片定稿。製片預算很精簡，只有200萬美元。影片首先在2000年的坎城影展「國際影評人週」單元獲評審團大獎，隔年再入圍美國奧斯卡最佳外語片。由於此片頗獲好評，阿利安卓·崗札雷·伊納利圖被邀前往美國執導影片。
《愛是一條狗》後來跟2003年的影片《靈魂的重量》、2006年的影片《通天塔》合併成為「死亡三部曲」。

## 劇情大綱
《愛情像母狗》大致分成三段故事，這三段故事都將因為一場車禍而串起來。
第一段
Octavio 跟著他母親、哥哥 Ramiro、大嫂 Susana 在墨西哥市過生活。問題是他深愛著大嫂 Susana，已計畫要跟她私奔。他帶著他的鬥犬 Cofi 比賽，希望能贏到一些金錢。但在這個時候，Susana 傳出懷孕、懷出 Ramiro 的孩子的消息。Octavio 企圖架走 Susana 要到墨西哥北部過生活。
第二段
高级模特兒 Valeria 在墨西哥市一處高档公寓居住，她的情人 Daniel 是位拋棄妻小的成功事業家。某天 Valeria 的小狗米奇躲進地板縫隙中，Daniel和Valeria用手一直抓不到小狗，卻發現了很多老鼠。Valeria出門後將遇上一場嚴重的車禍。
第三段
El Chivo 是位老頭，一位老左派，已經變成一位職業殺手。他在人多雜亂的 Colonia Popotlá 地區討生活，養一些狗陪伴著他。直到，他目睹了那場嚴重的車禍。

## 演員表
- Emilio Echevarría : El Chivo
- 蓋爾·賈西亞·貝納：Octavio
- Goya Toledo : Valeria
- Álvaro Guerrero : Daniel
- Vanessa Bauche : Susana
- Jorge Salinas : Luis
- Marco Pérez : Ramiro
- Rodrigo Murray : Gustavo
- Humberto Busto : Jorge
- Gerardo Campbell : Mauricio
- Rosa María Bianchi : Luisa 阿姨
- Dunia Saldívar : Susana 的母親
- Adriana Barraza : Octavio 的母親
- José Sefami : Leonardo
- Lourdes Echevarría : Maru

## 外部連結
- 互联网电影数据库（IMDb）上《愛情像母狗》的资料（英文）
- AllMovie上《愛情像母狗》的资料（英文）
- 爛番茄上《愛情像母狗》的資料（英文）
- 豆瓣电影上《愛情像母狗》的資料 （简体中文）
- Metacritic上《愛情像母狗》的資料（英文）
- Box Office Mojo上《愛情像母狗》的資料（英文）